# Осиновая Роща (усадьба)
Усадьба Левашовых — Вяземских — руинированный памятник усадебной архитектуры в посёлке Осиновая Роща Выборгского района Санкт-Петербурга, вблизи развилки Выборгского и Приозерского шоссе.
Один из многочисленных петербургских объектов, помещённых в 1990 году под охрану ЮНЕСКО.
В 1770-х на мызе Осиновая Роща стояла миниатюрная вилла князя Г. А. Потёмкина, где у него в мае 1778 гостила императрица Екатерина. Под впечатлением от местоположения мызы она писала барону Гримму:
Петербург и море у ваших ног; перед глазами все дачи на петергофской дороге и потом озёра, холмы, леса, поля, скалы и хижины. Английский садовник и архитектор в нашей свите и мы весь вчерашний день блуждали и, Бог знает, сколько насажали, настроили. Царское Село, Гатчино и даже Царицыно по местоположению дрянь в сравнении с Осиновой Рощей. Теперь весь двор живёт в доме из десяти комнат, но что за вид из каждого окна! Ей Богу, это прекрасно.
Усадьба с деревянным господским домом и служебными постройками сложилась в эпоху русского классицизма, на рубеже XVIII и XIX веков. Усадебный дом был сооружён по заказу княгини Е. Н. Лопухиной профессором архитектуры В. И. Беретти в 1828—1830 годах. По тому же проекту выстроен усадебный дом Зиновьевых на Богословской мызе.
В 1847 году П. П. Лопухин продал Осиновую Рощу графу В. В. Левашову. Здесь у графини Ольги Левашовой часто собирались сторонники продолжения либеральных преобразований, затеянных Александром II. Её дочери Екатерина и Мария Владимировны (жена князя Л. Д. Вяземского) в начале XX века стали распродавать усадебные земли под застройку. Последним частным владельцем Осиновой Рощи был сын Марии, князь Б. Л. Вяземский.
В советское время усадебный дом использовался для размещения военной части, затем приспособлен под дом отдыха. В декабре 1990 года в рамках 14 сессии Комитета всемирного наследия ЮНЕСКО получил охранный статус как часть Исторического центра Санкт-Петербурга и связанных с ним комплексов памятников.
4 апреля 1991 года памятник сгорел и после не восстанавливался.

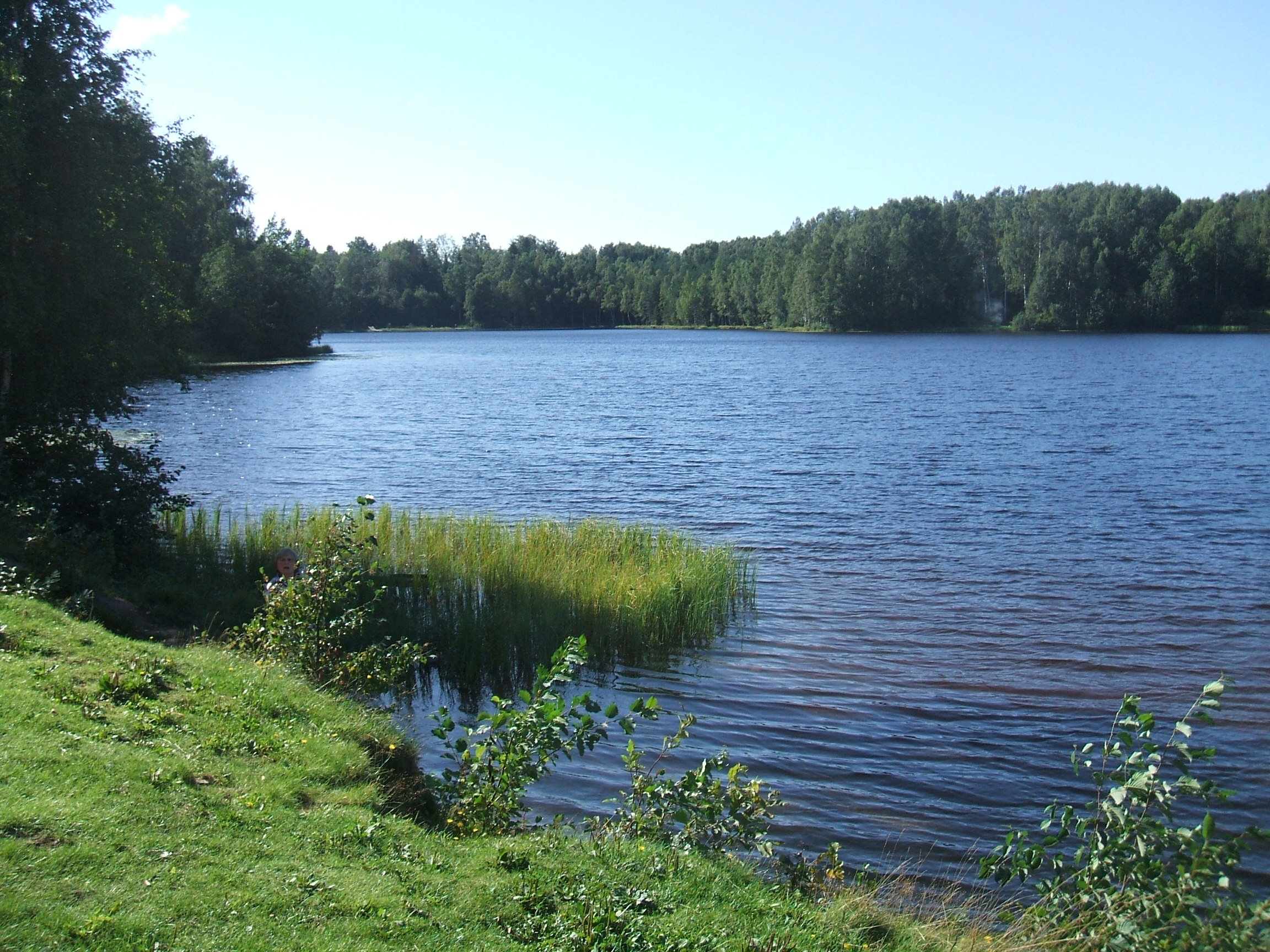
Большое озеро
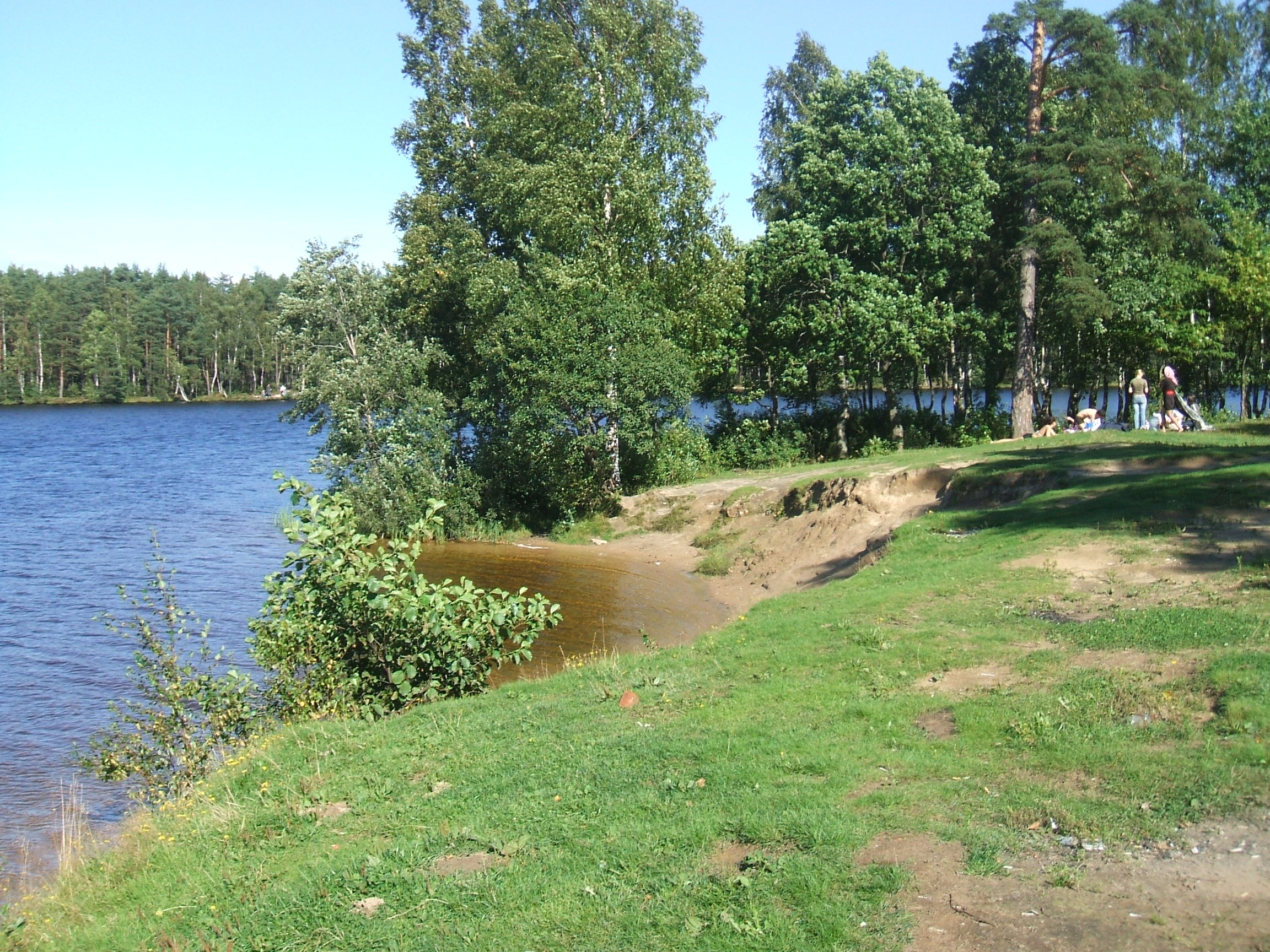
Любимое место отдыха
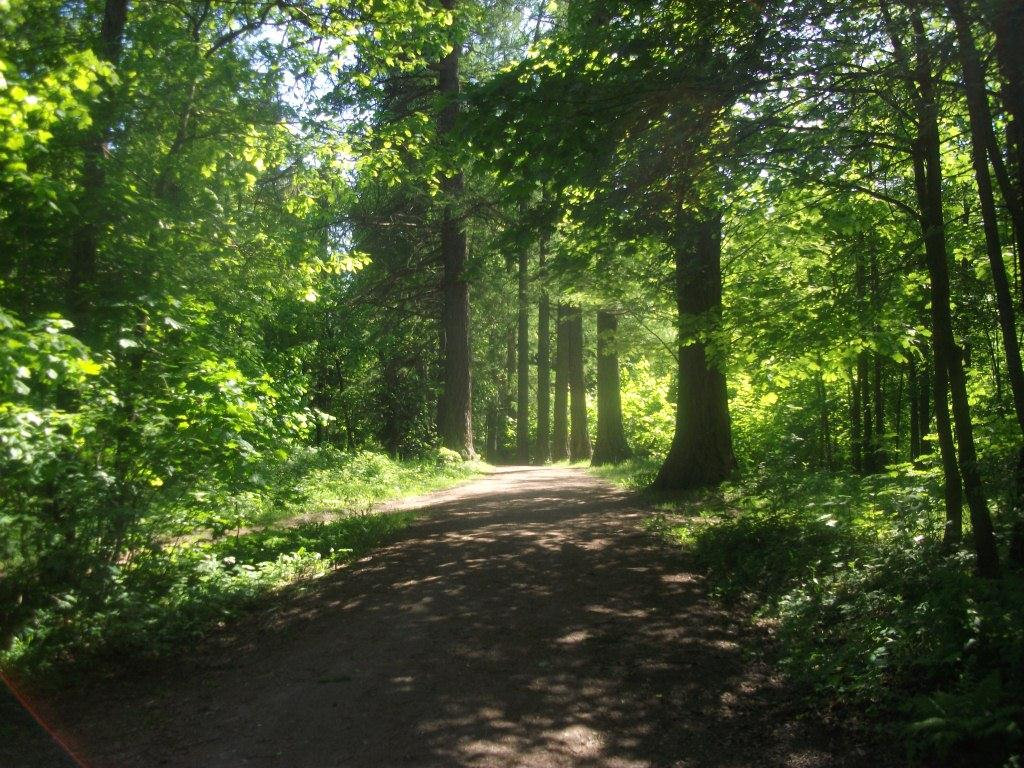
Лиственничная аллея
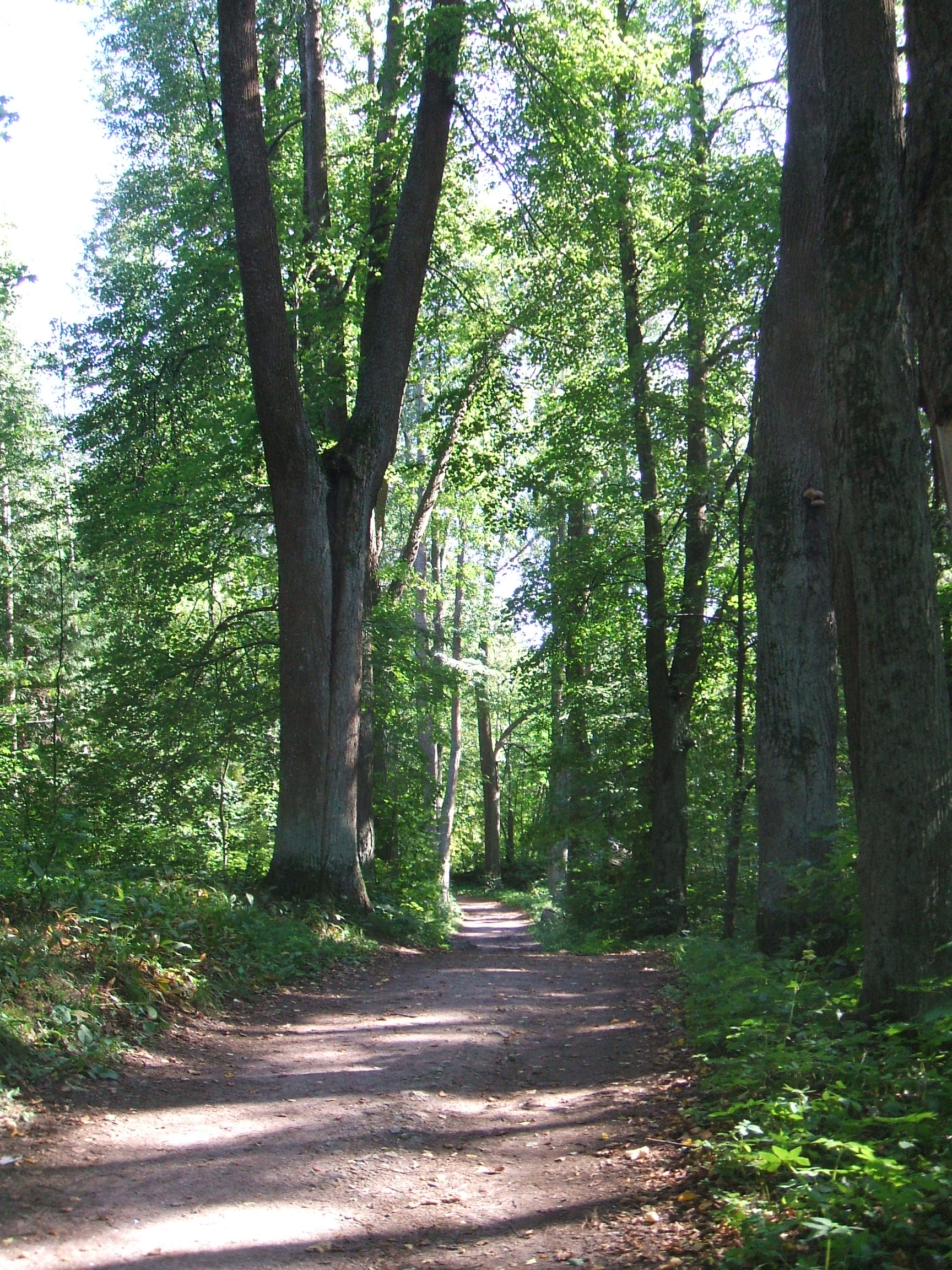
Аллея вязов
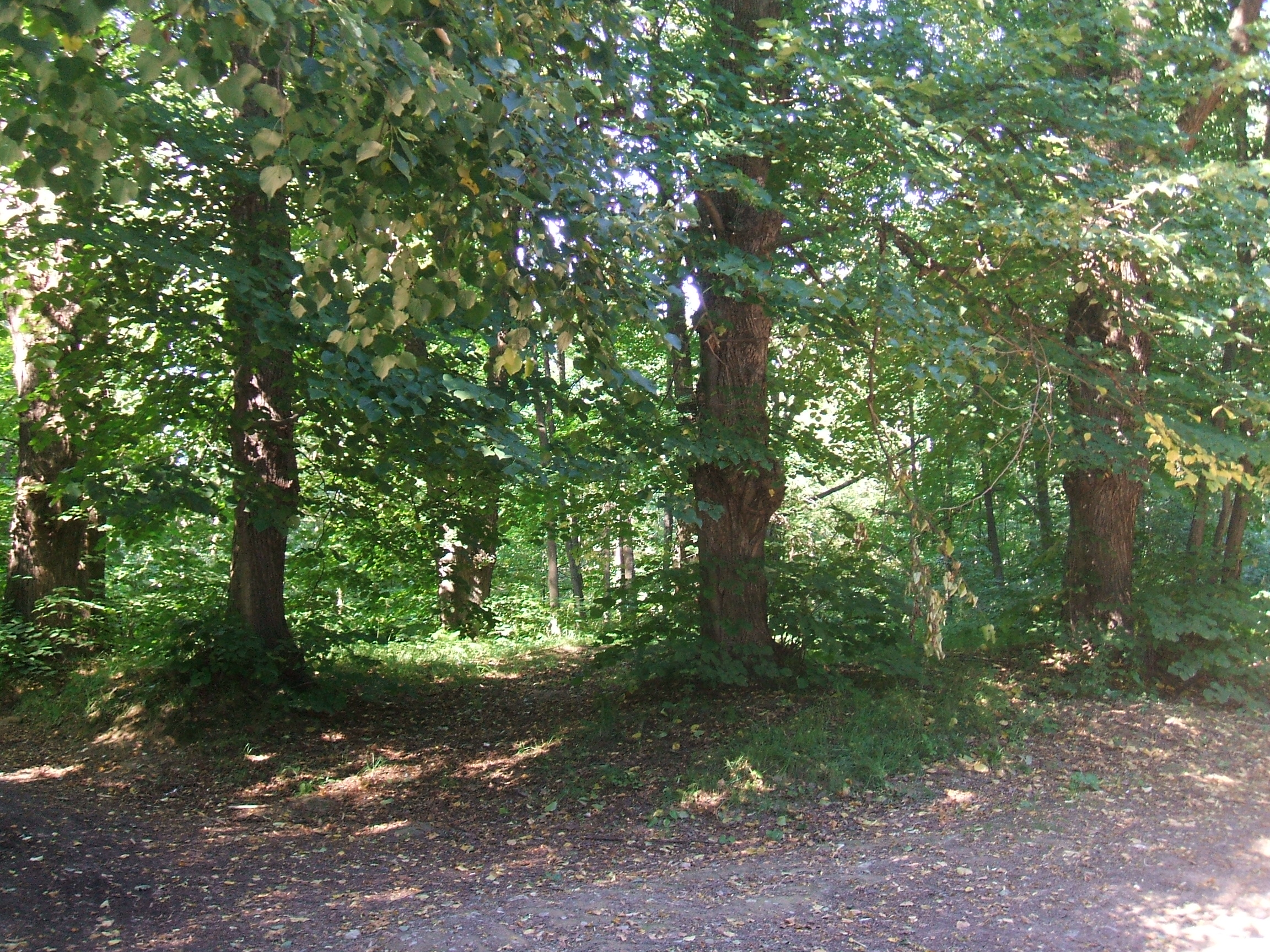
Зелёная беседка
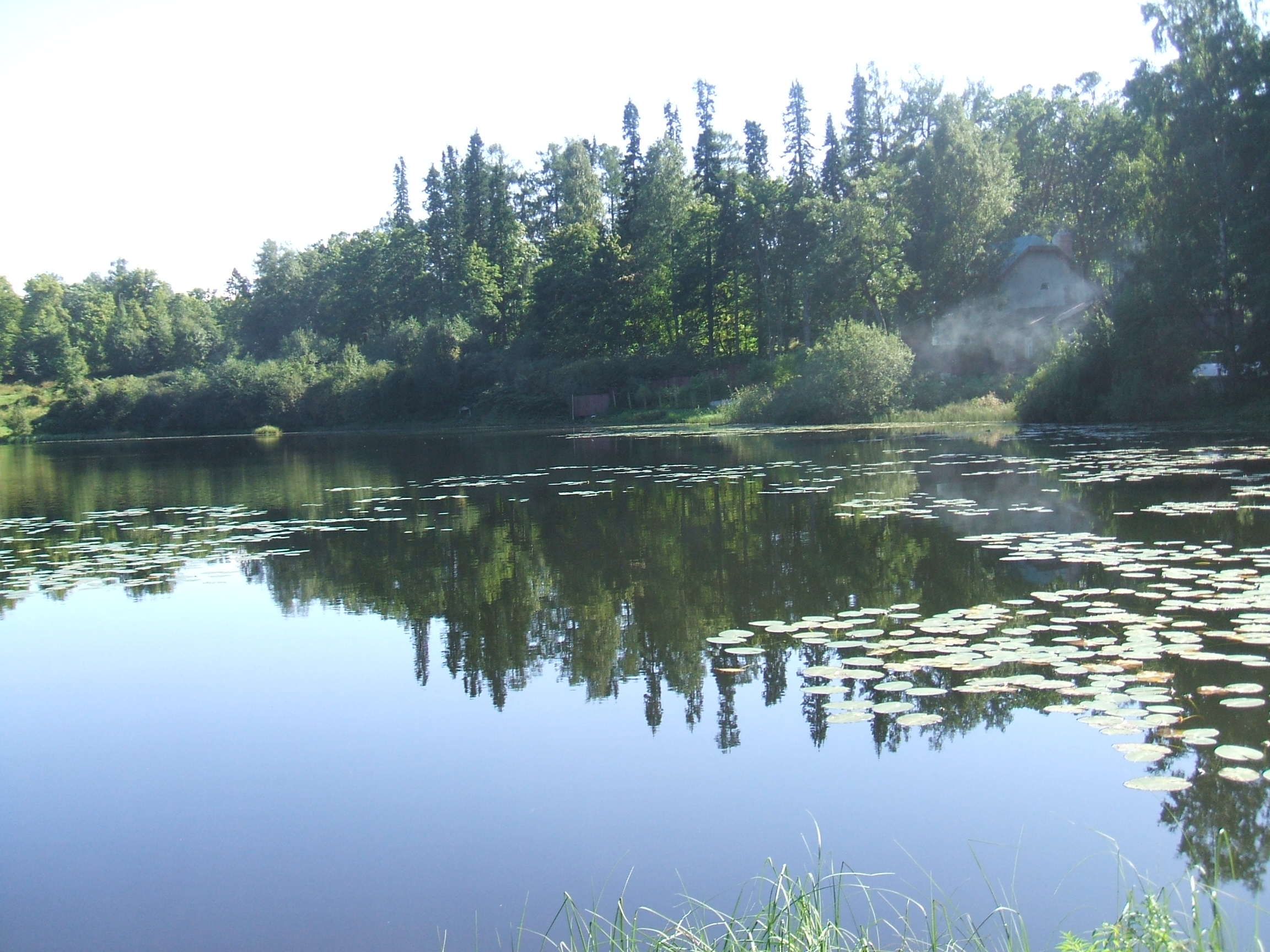
Среднее озеро
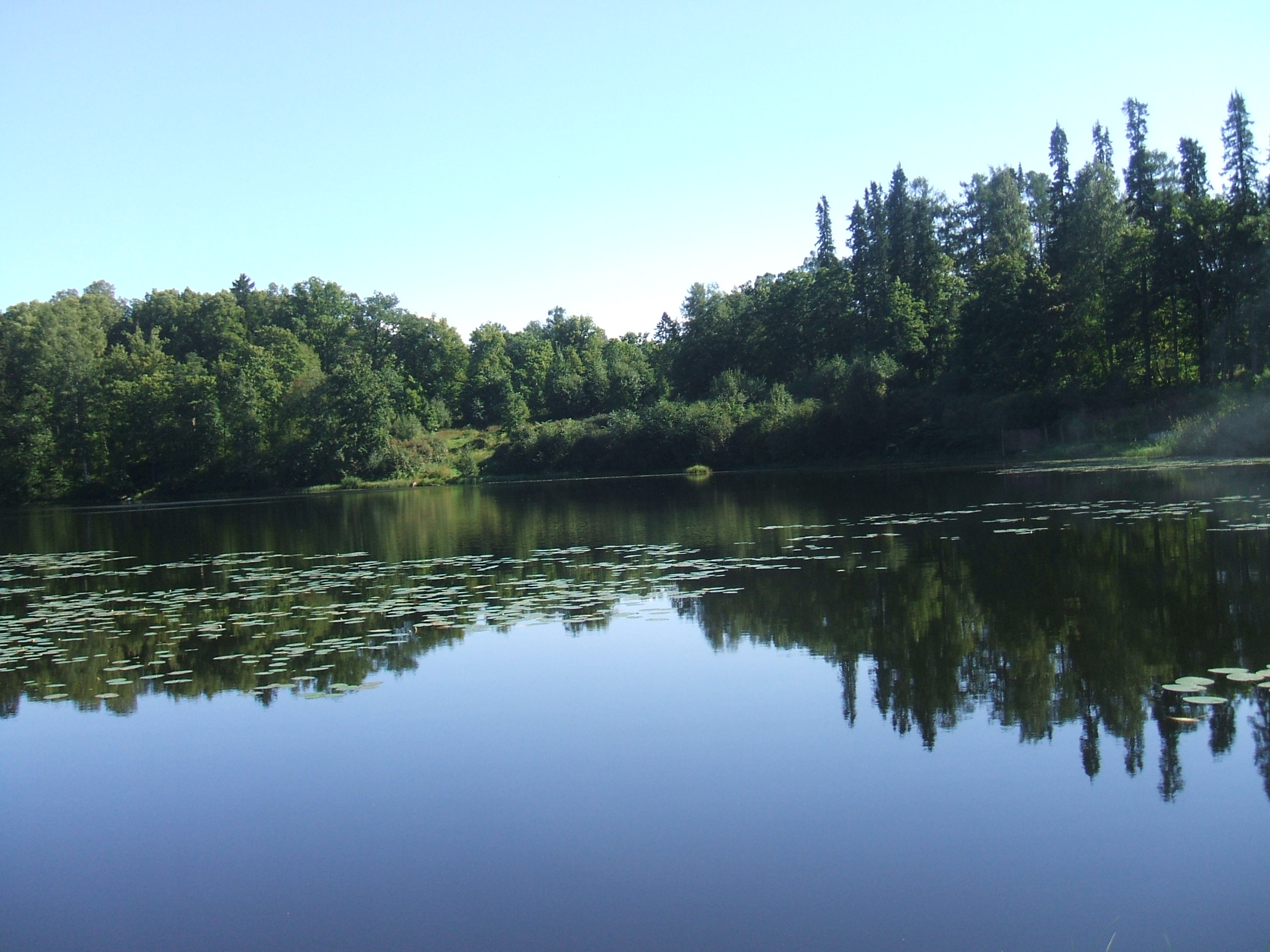
Где отражение дворца?
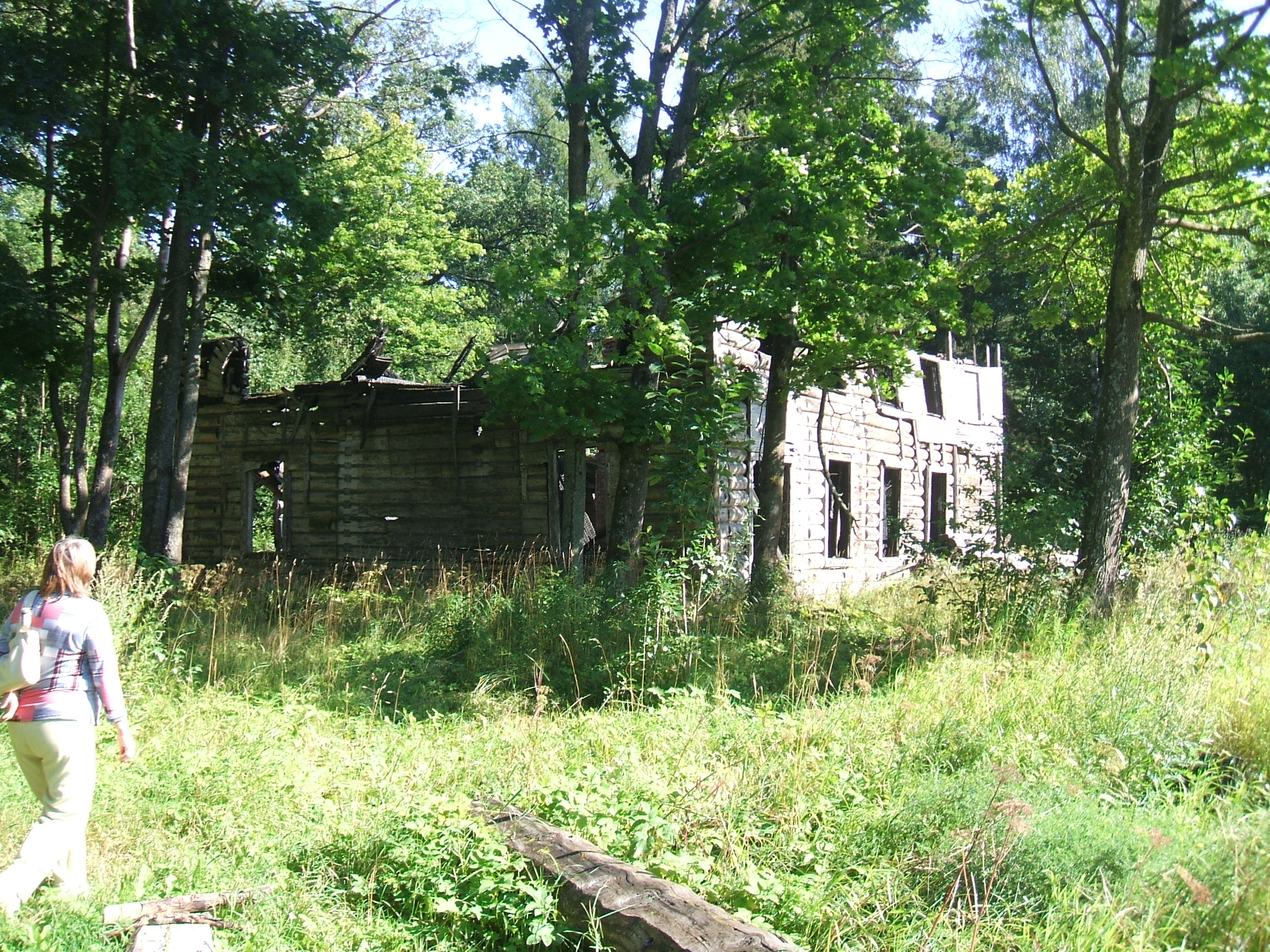
Руины 1
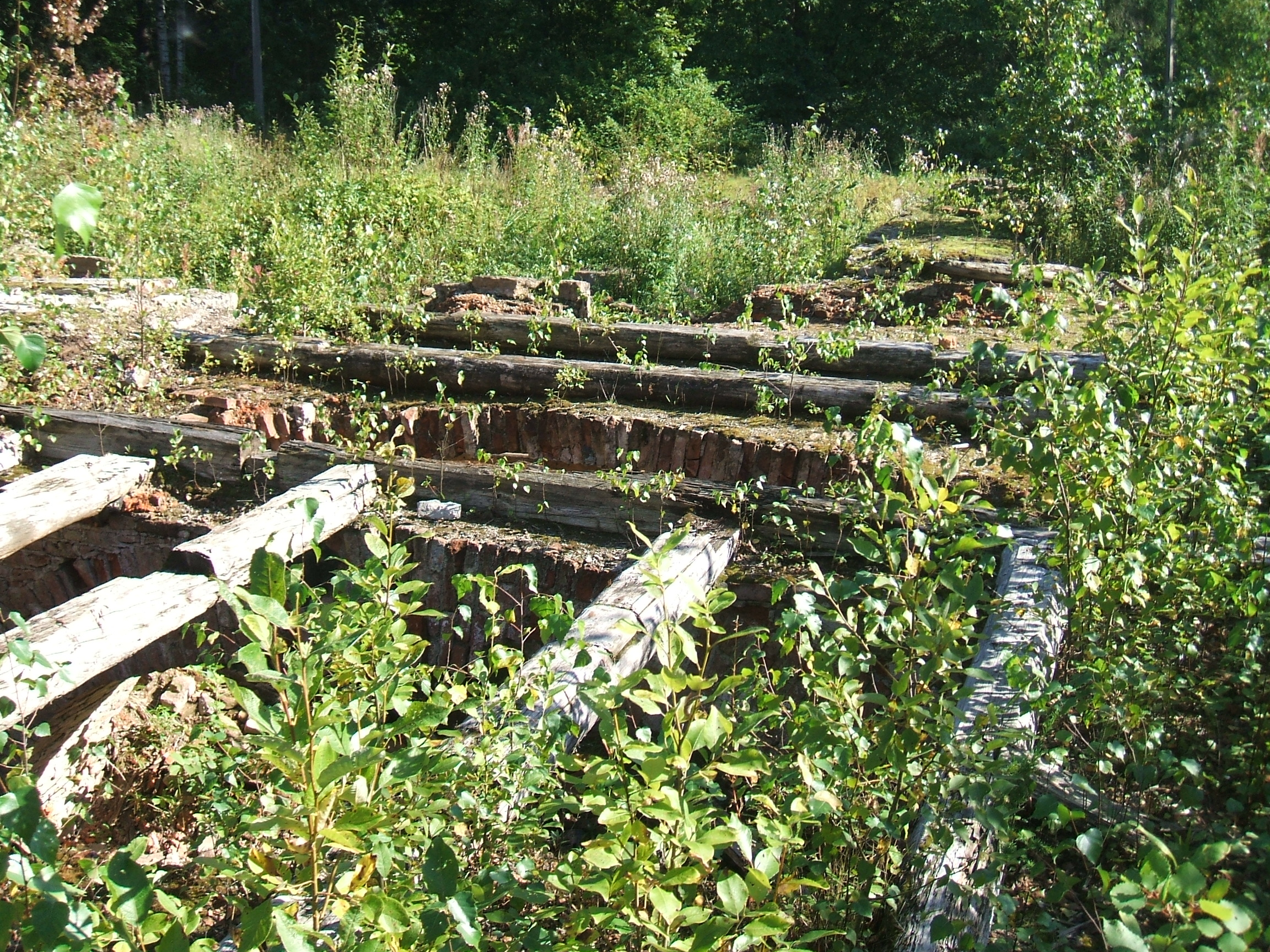
Руины 2
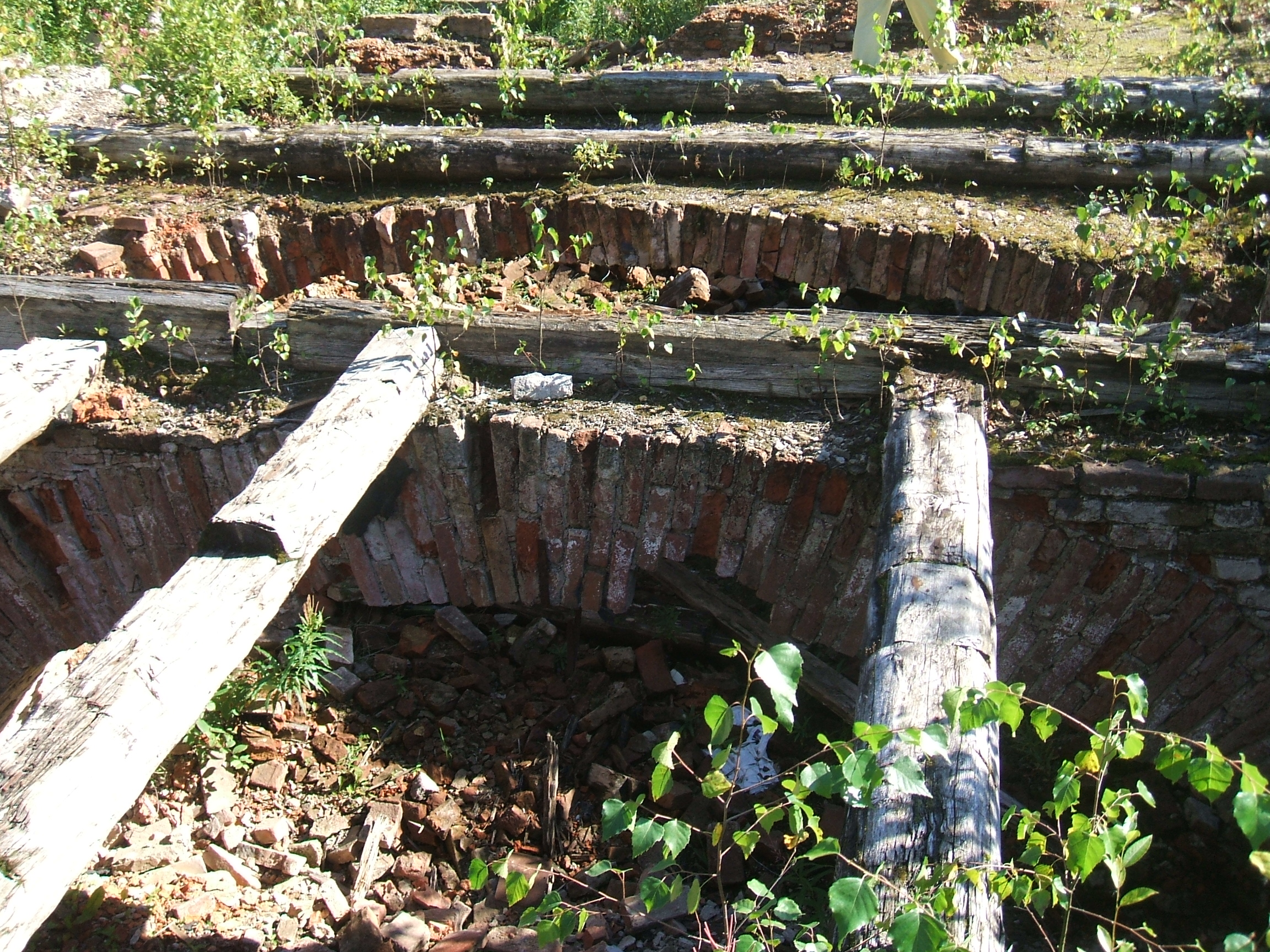
Руины 3
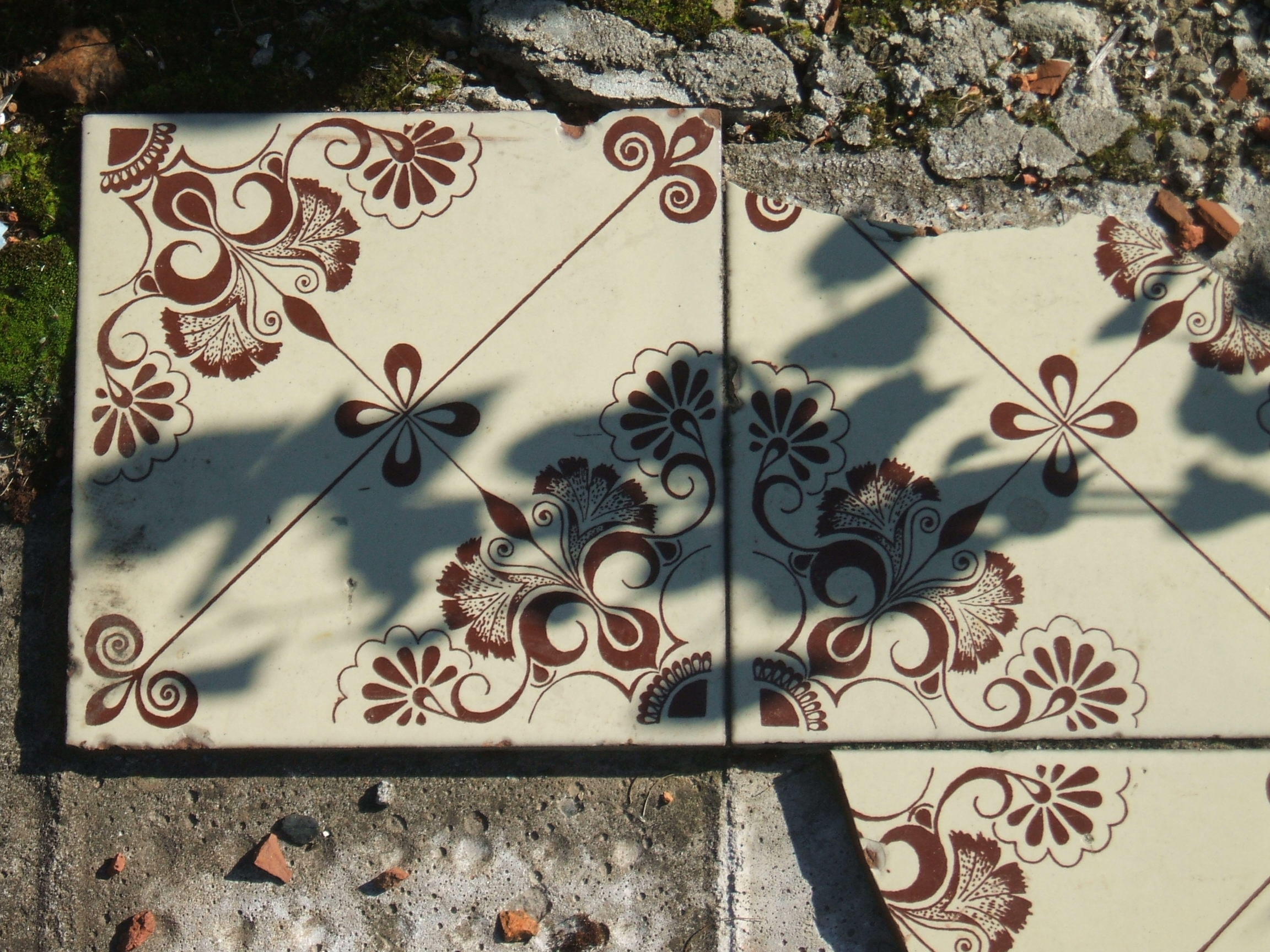
Таким был пол
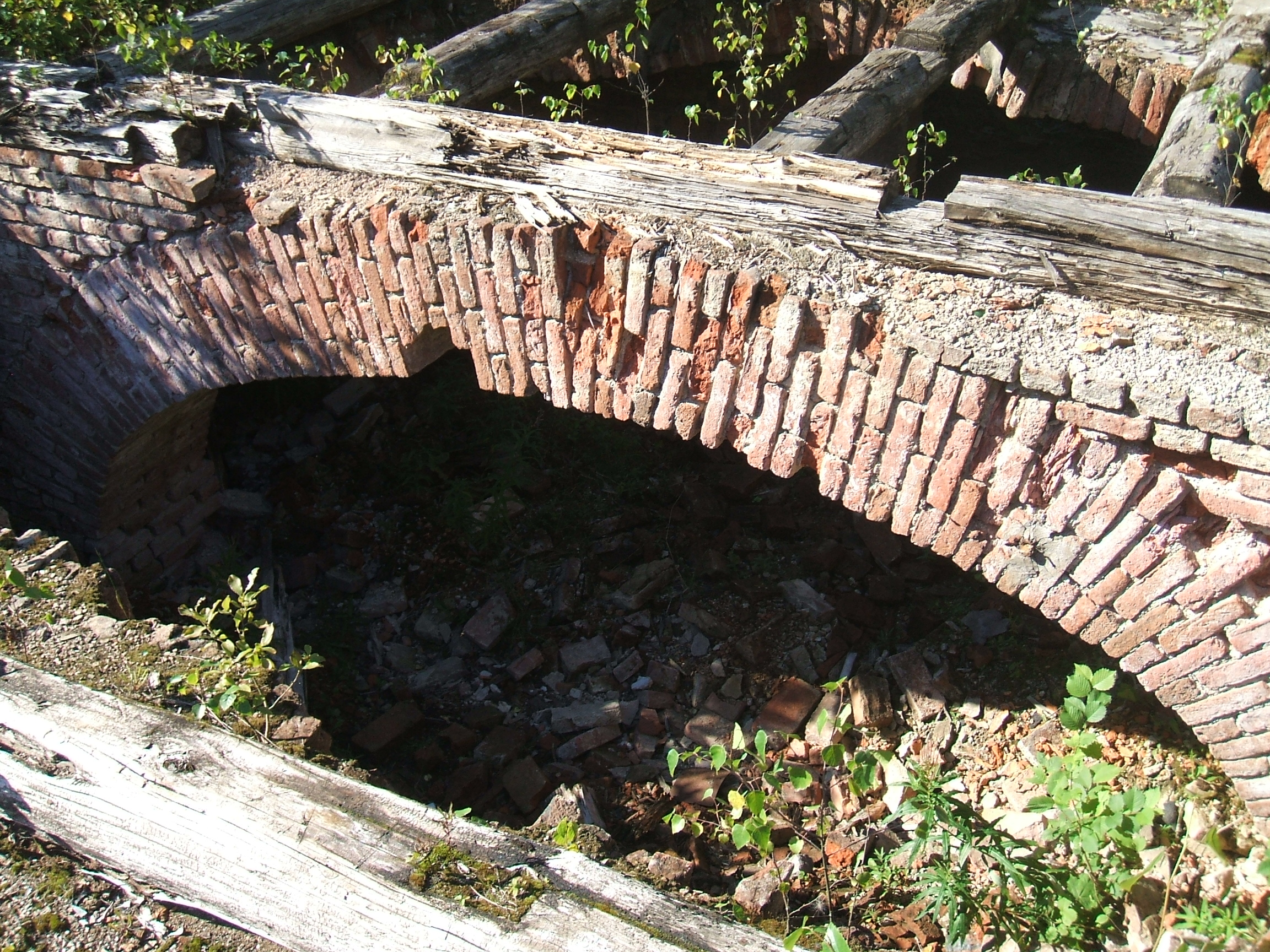
Своды подвала
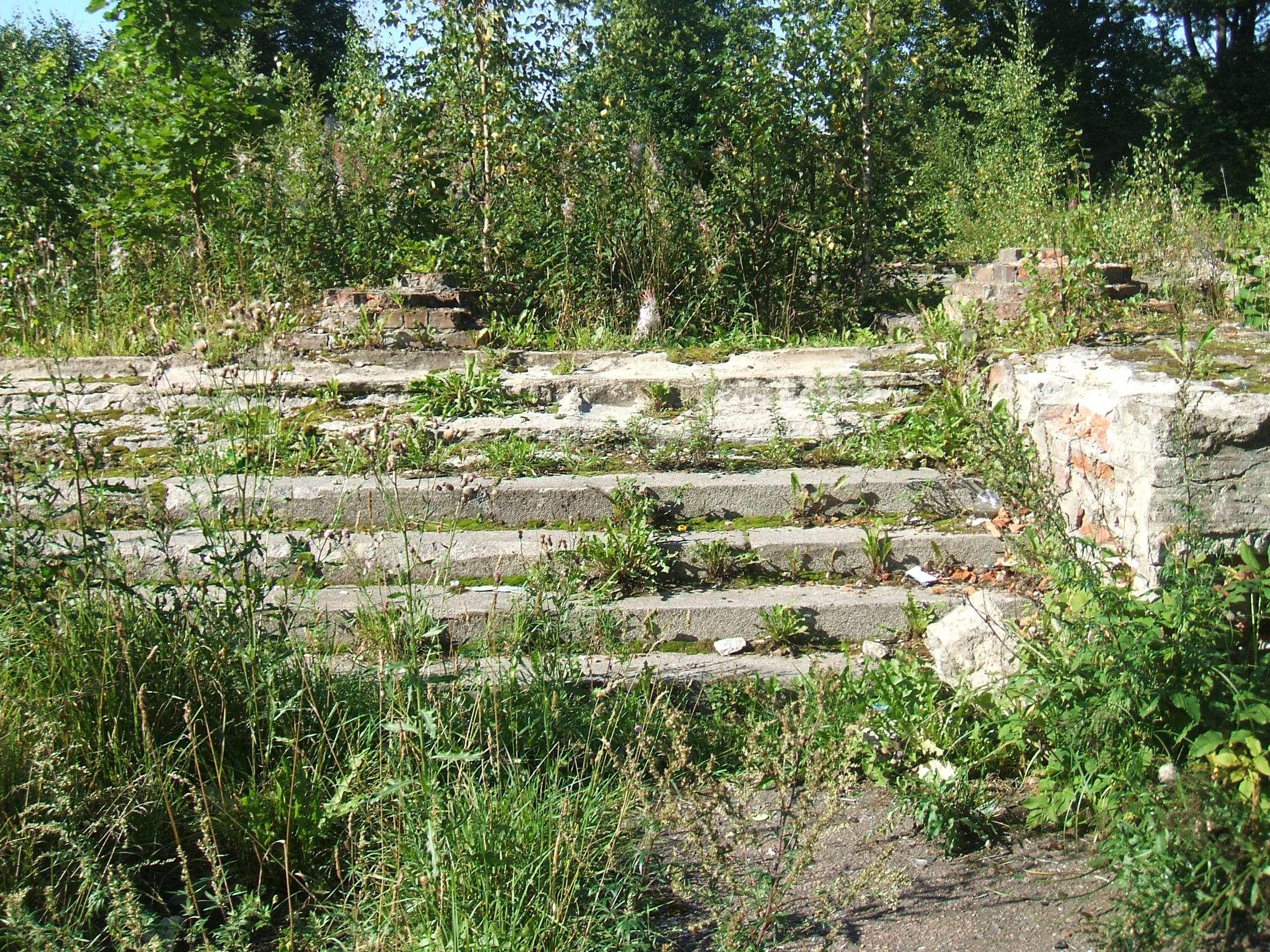
Основания колонн
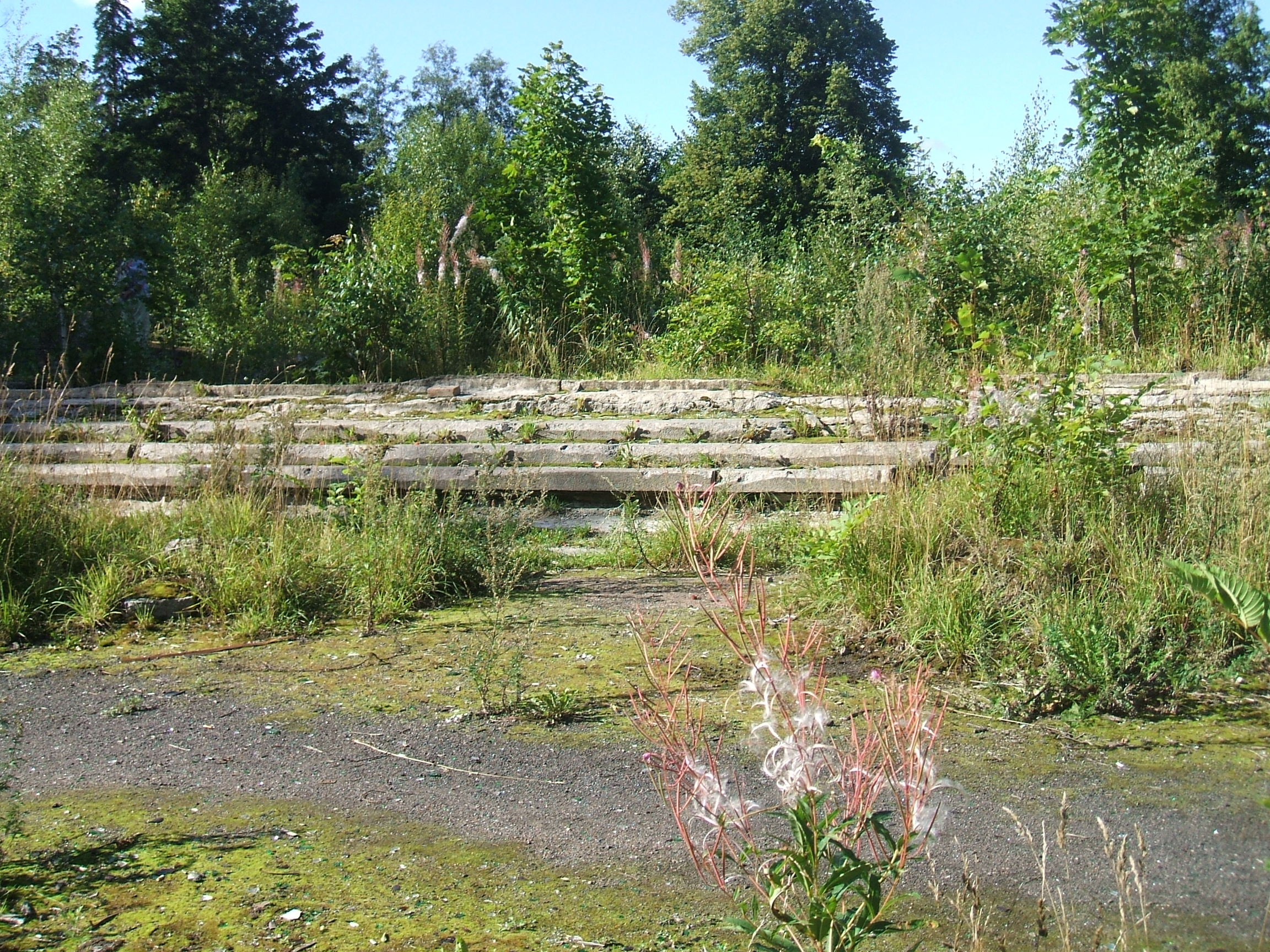
Парадный гранитный вход во дворец
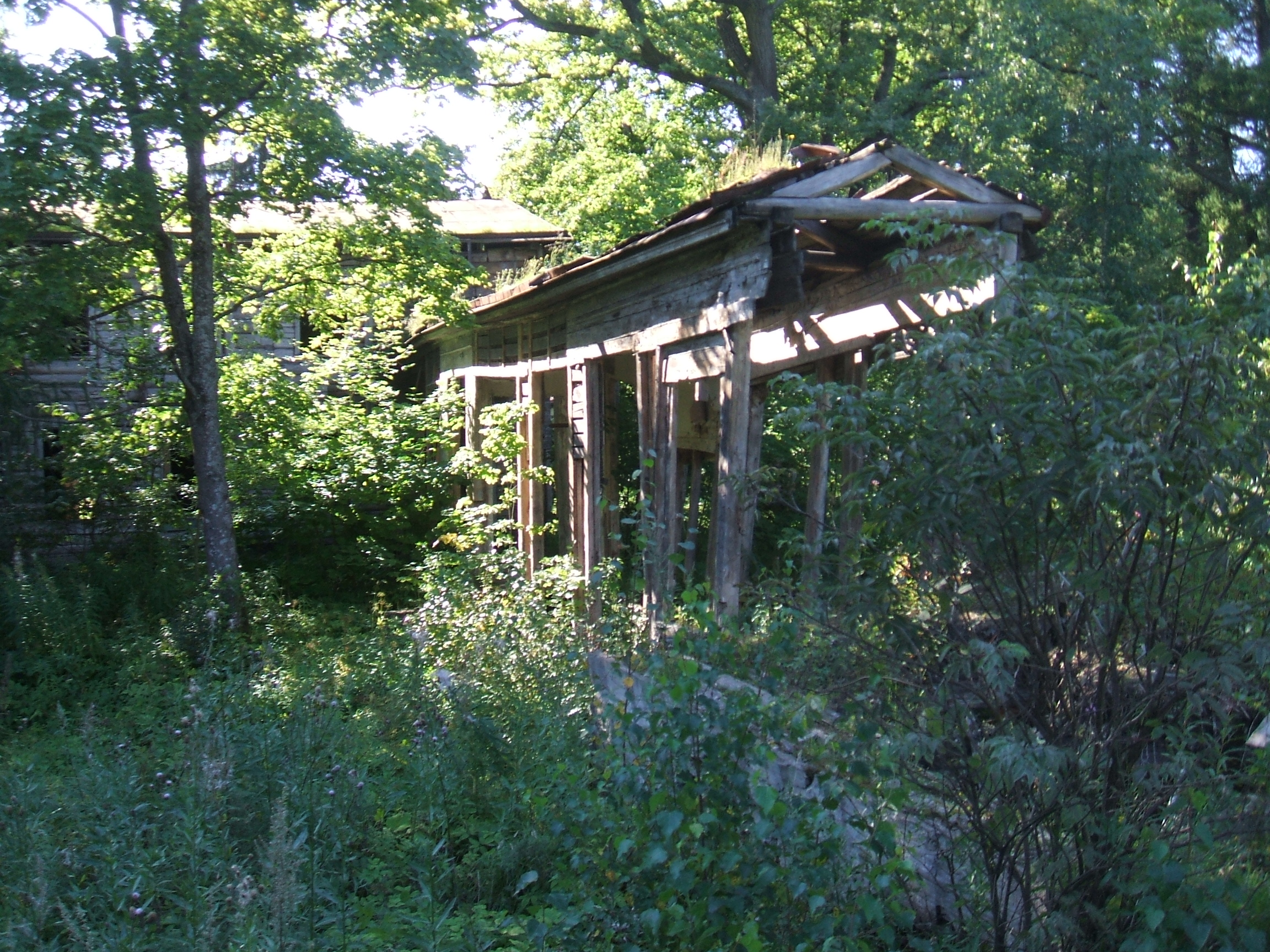
Галерея
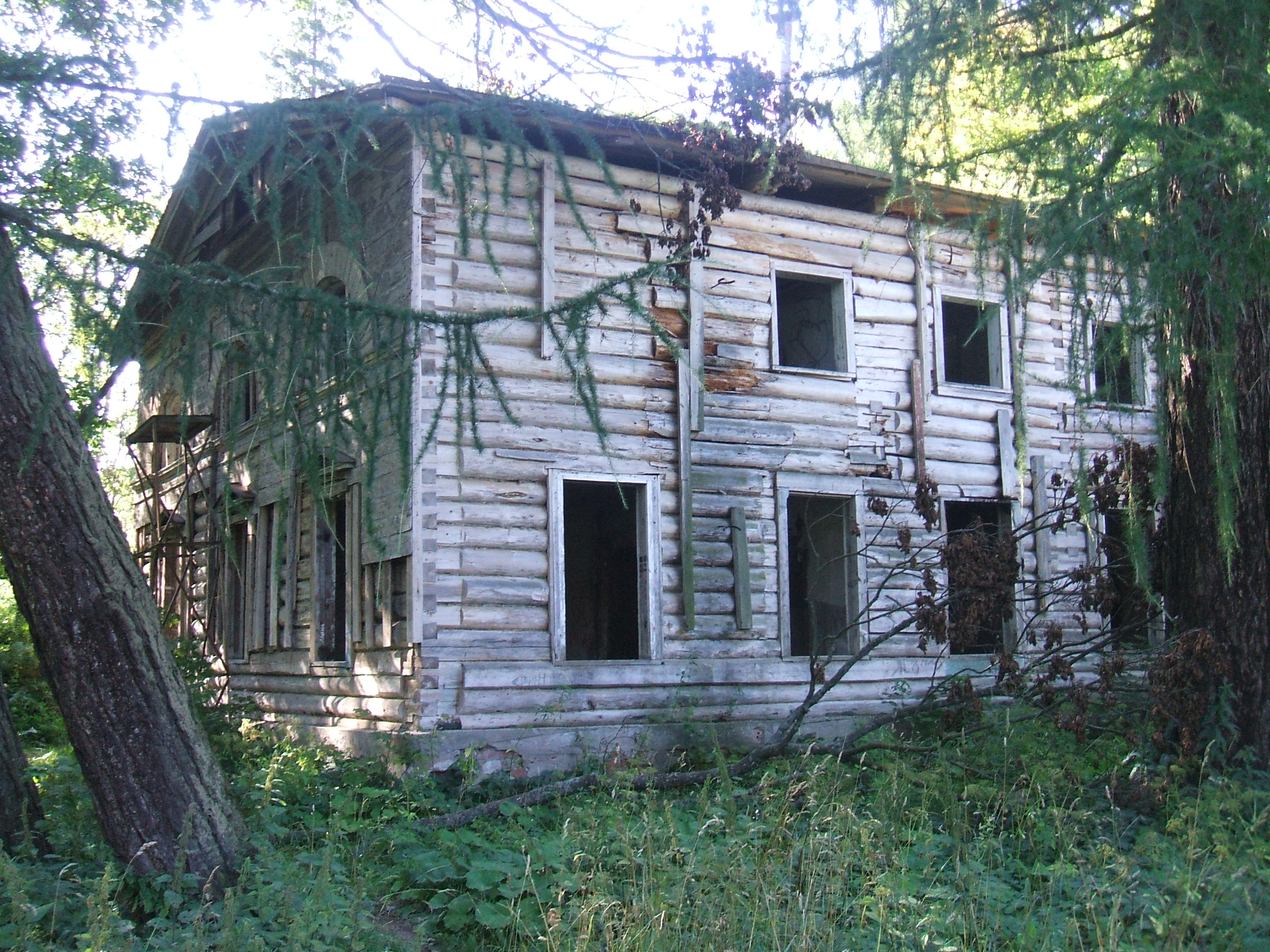
Боковой флигель
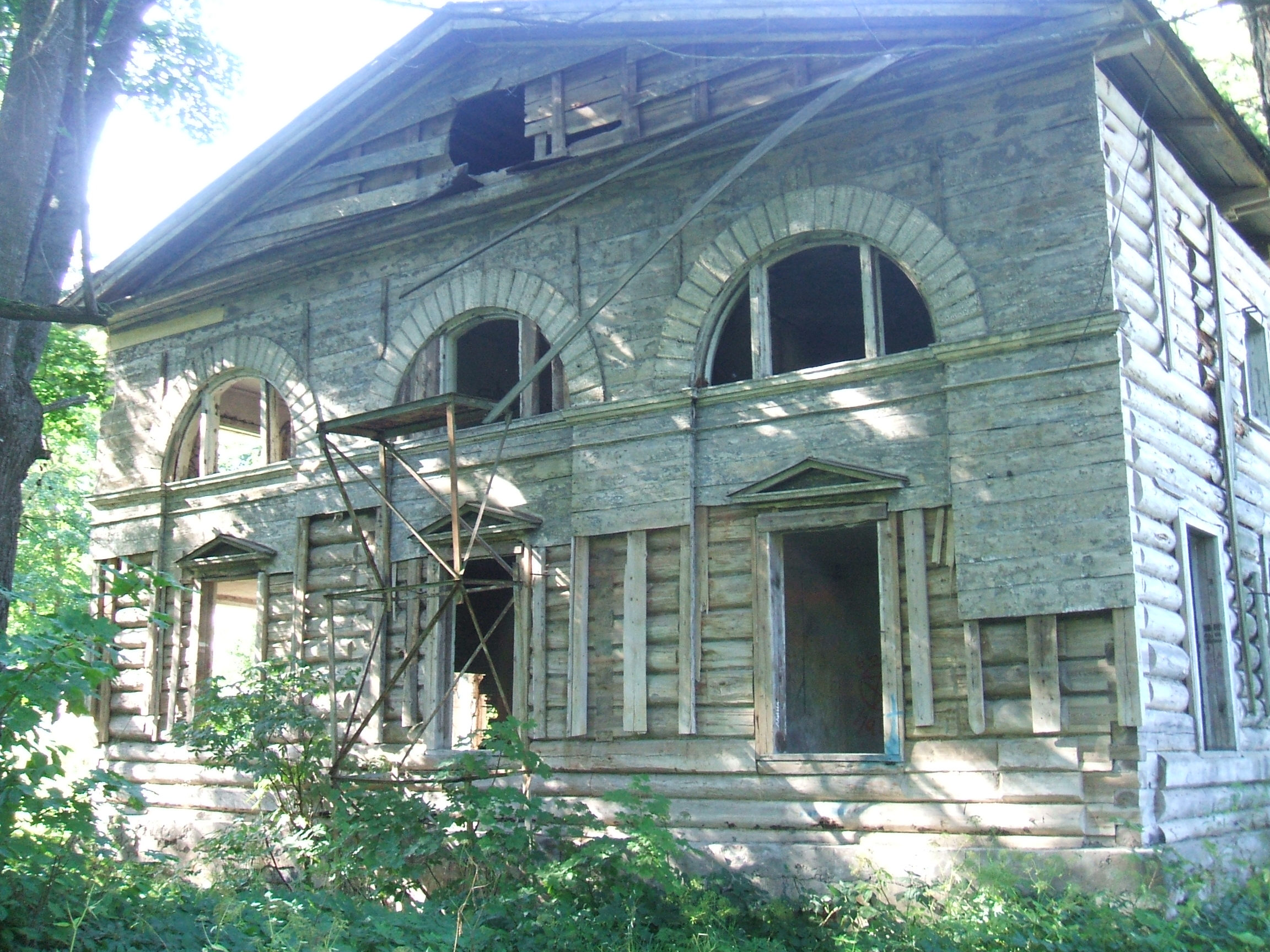
Фасад бокового флигеля
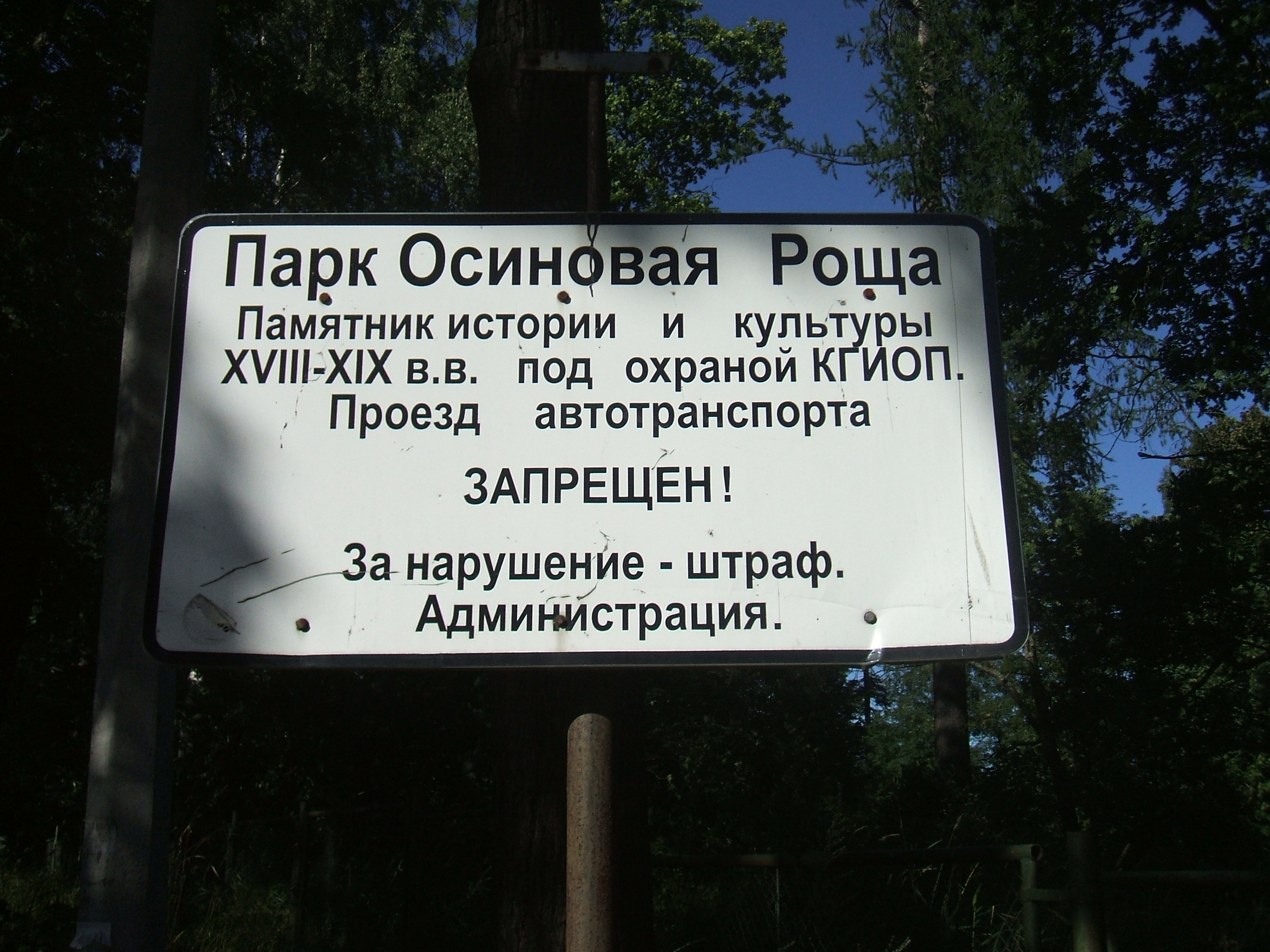
Вход в парк в 2008 году
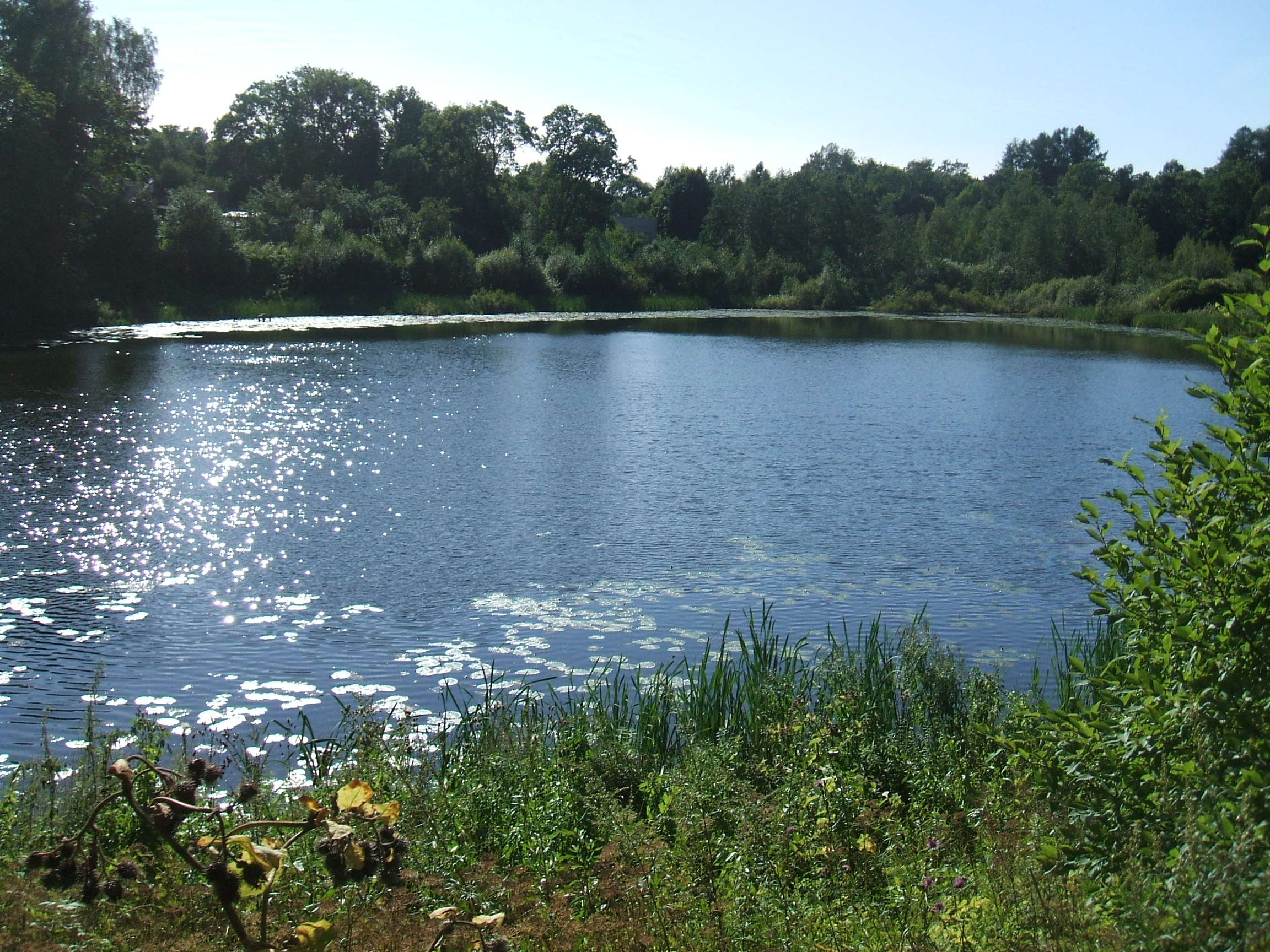
Малое озеро
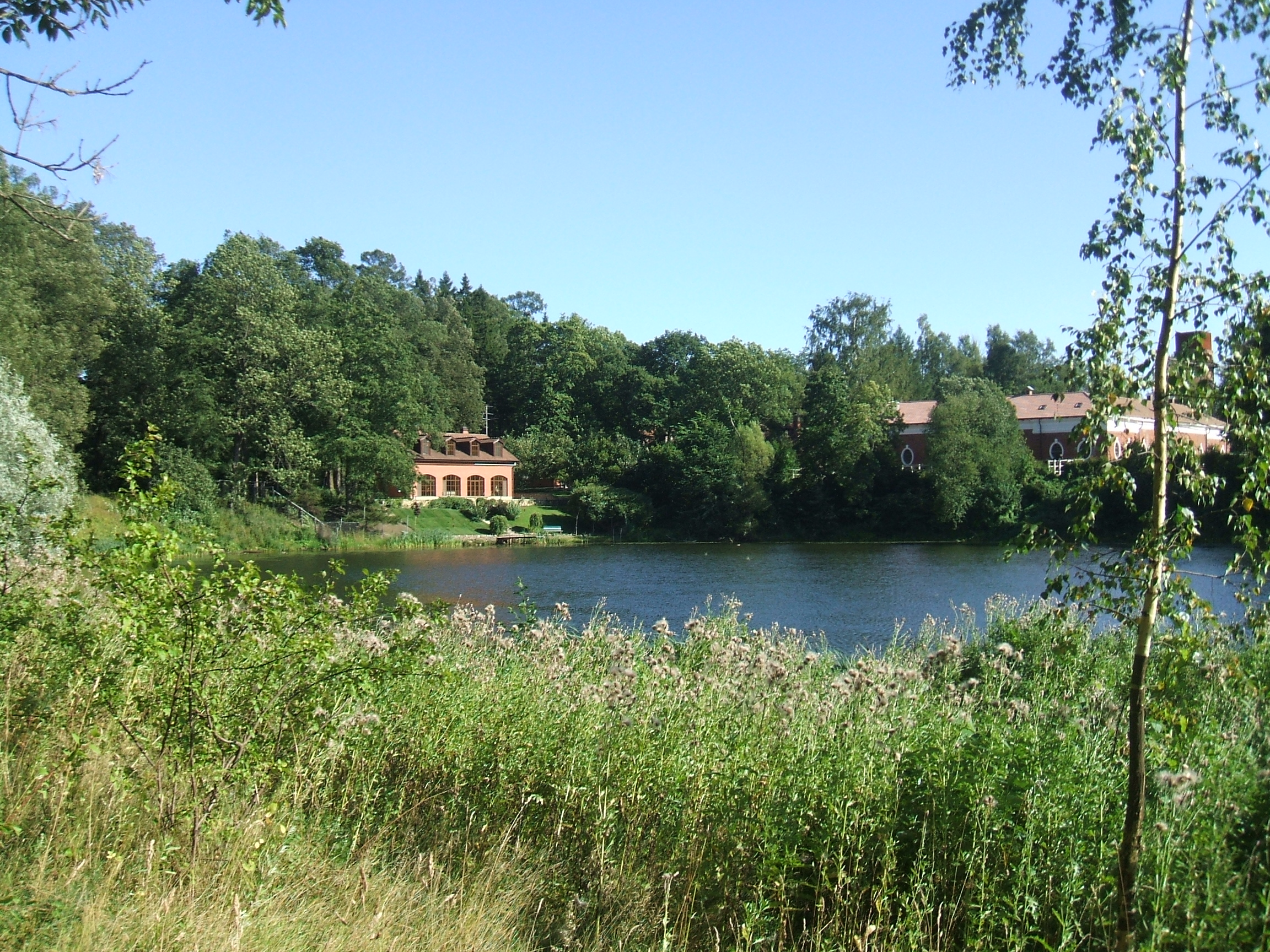
Конный клуб на Малом озере
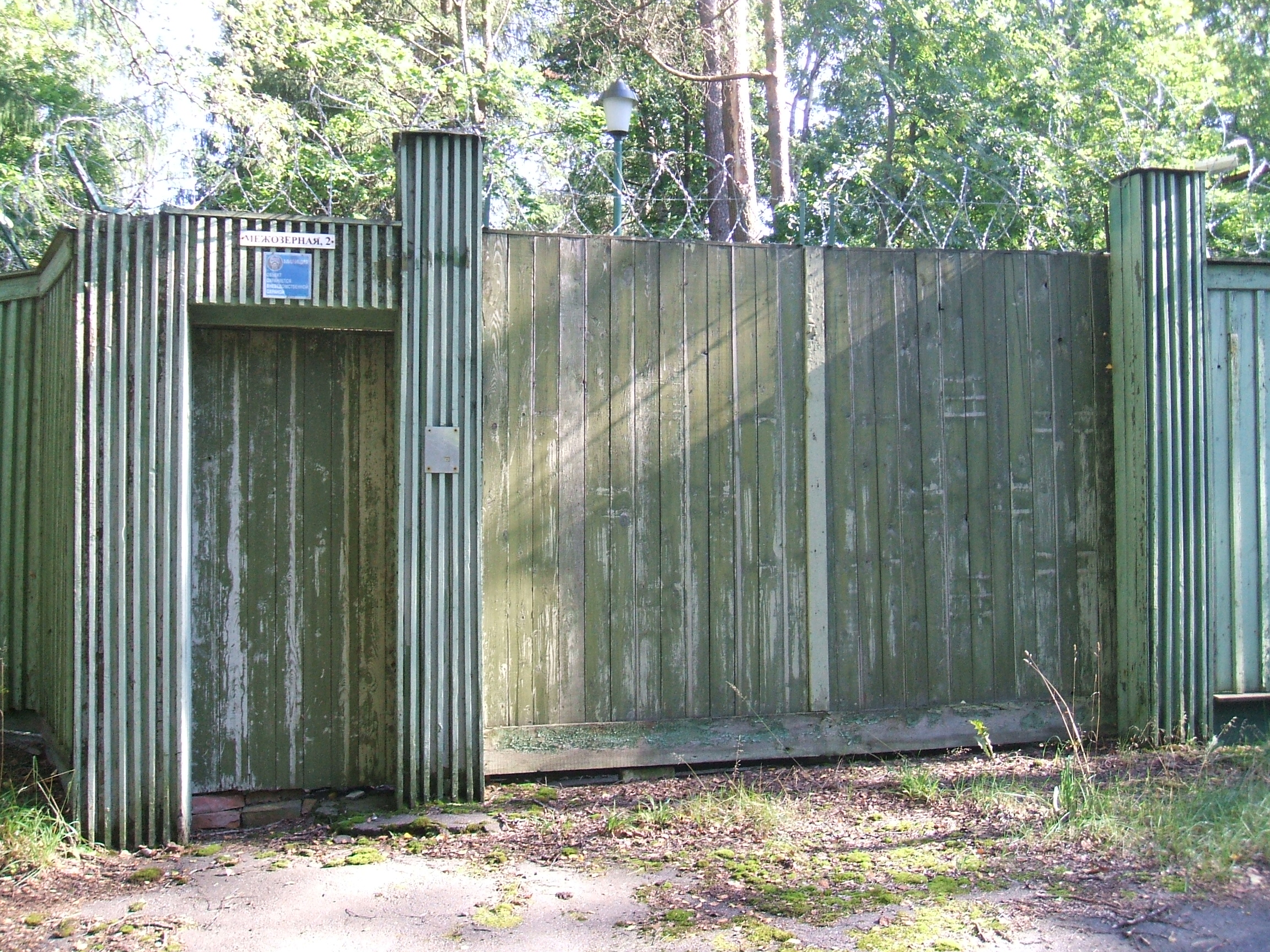
Ворота дачи Г. В. Романова
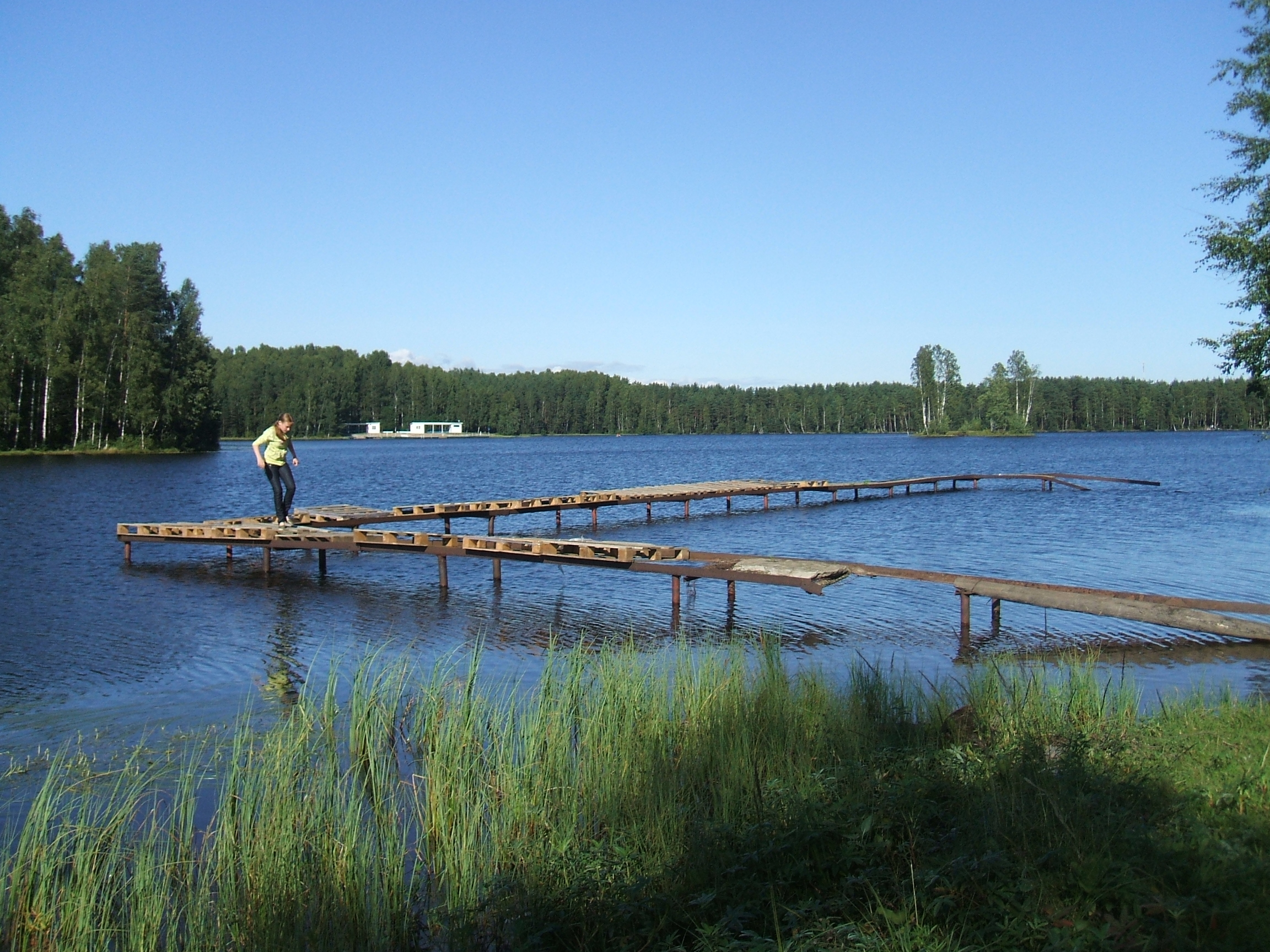
Бывшая купальня на Большом озере